# Chevalier de France
 (juin 2024).
La mise en forme du texte ne suit pas les recommandations de Wikipédia : il faut le « wikifier ».
Les points d'amélioration suivants sont les cas les plus fréquents. Le détail des points à revoir est peut-être précisé sur la page de discussion.
- Les titres sont pré-formatés par le logiciel. Ils ne sont ni en capitales, ni en gras.
- Le texte ne doit pas être écrit en capitales (les noms de famille non plus), ni en gras, ni en italique, ni en « petit »…
- Le gras n'est utilisé que pour surligner le titre de l'article dans l'introduction, une seule fois.
- L'italique est rarement utilisé : mots en langue étrangère, titres d'œuvres, noms de bateaux, etc.
- Les citations ne sont pas en italique mais en corps de texte normal. Elles sont entourées par des guillemets français : « et ».
- Les listes à puces sont à éviter, des paragraphes rédigés étant largement préférés. Les tableaux sont à réserver à la présentation de données structurées (résultats, etc.).
- Les appels de note de bas de page (petits chiffres en exposant, introduits par l'outil «  Source ») sont à placer entre la fin de phrase et le point final[comme ça].
- Les liens internes (vers d'autres articles de Wikipédia) sont à choisir avec parcimonie. Créez des liens vers des articles approfondissant le sujet. Les termes génériques sans rapport avec le sujet sont à éviter, ainsi que les répétitions de liens vers un même terme.
- Les liens externes sont à placer uniquement dans une section « Liens externes », à la fin de l'article. Ces liens sont à choisir avec parcimonie suivant les règles définies. Si un lien sert de source à l'article, son insertion dans le texte est à faire par les notes de bas de page.
- La présentation des références doit suivre les conventions bibliographiques. Il est recommandé d'utiliser les modèles {{Ouvrage}}, {{Chapitre}}, {{Article}}, {{Lien web}} et/ou {{Bibliographie}}. Le mode d'édition visuel peut mettre en forme automatiquement les références.
- Insérer une infobox (cadre d'informations à droite) n'est pas obligatoire pour parachever la mise en page.

Pour une aide détaillée, merci de consulter Aide:Wikification.
Si vous pensez que ces points ont été résolus, vous pouvez retirer ce bandeau et améliorer la mise en forme d'un autre article.
Chevalier de France est une ancienne dignité du scoutisme en France. 
Une association scoute éphémère fondée par Jean Loiseau a également porté ce nom dans les années 1920. 
Depuis 2019, cette distinction est à nouveau revendiquée chez les Europa Scouts.

## Origines

### En Angleterre
Dès les débuts du scoutisme, Baden-Powell s’est aperçu qu’après la première classe il convenait de créer une nouvelle étape de progression afin de retenir à la troupe ceux qui, passés quinze ans et n’ayant pas toujours la responsabilité d’une patrouille, commençaient à s’y ennuyer et aussi afin d’exploiter au maximum les potentialités éducatives du système des insignes de spécialités. C’est pourquoi, après en avoir discuté avec le roi Édouard VII, il créa la dignité de Scout du Roi (King’s scout).

### En France
À leur création, les scouts de France, influencés sans nul doute par le Père Sevin, fin connaisseur du scoutisme britannique, choisirent de coller au programme des scouts d’outre-Manche. La France étant une république, il était impensable de créer des scouts du Roi, ni même des scouts de la Couronne comme en Belgique. D’autre part le système choisi à l’époque par les Éclaireurs de France fleurait trop l’indianisme, considéré comme une forme de paganisme : les éclaireurs recevaient les titres de Sagamore ou Sachem. Enfin, les initiations des Éclaireurs Unionistes rappelant trop les loges maçonniques ne pouvaient être retenus. C’est pourquoi la chevalerie fut choisie comme étant plus conforme à la culture locale, et plus acceptable pour la hiérarchie catholique ; c’est pour ces raisons qu'il fût décidé d’adopter la dignité de Chevalier de France.
Les éclaireurs de France créèrent vers 1924 une dignité analogue.

## Obtention de la dignité
Les Principes, Statuts Règlement Intérieur des Scouts de France dans leur seconde édition, qui date de 1923, définissent les règles d'admission : 
- être scout de première classe ;
- avoir au moins deux années de service depuis la promesse ;
- posséder obligatoirement les brevets de secouriste et de guide, ceux de catéchiste ou d’évangéliste ou bien de conférencier ;
- posséder trois autres brevets choisis parmi ceux de campeur, interprète, pompier, sauveteur, signaleur ou tireur, ou bien avoir reçu la croix de bravoure[2].

Le candidat est élu par un vote secret des Chefs de Patrouille et des scouts de première classe, à défaut par ceux de seconde classe. L’aumônier, le scoutmestre et le(s) assistant(s) pouvaient également participer. Le candidat ne pouvait être promu que s’il remportait la majorité des votes des scouts. L’insigne, qui consistait en un casque héraldique de chevalier brodé en soie jaune sur fond vert, surmontant l’insigne de première classe et le diplôme, était remis par le commissaire de district sur proposition des autorités de la troupe après communication du dossier. On procédait alors à une cérémonie d’adoubement très colorée décrite en détail dans le Cérémonial. Pour conserver ce titre envié, il devait être procédé chaque année à des examens techniques.
Pour les Guides de France il y avait la dignité d'Escoute de Jehanne d'Arc.

## Évolution de la dignité

### Routier Chevalier
Le cérémonial de 1929 mentionne l’existence d’un insigne de Routier Chevalier : casque de chevalier brodé en jaune d’or sur fond rouge foncé, alors qu’auparavant l’insigne aurait été brodée en fil d’or. Lors de l’adoption par le Scoutisme Français de la Charte de l’Oradou, qui visait entre autres à unifier les pratiques pédagogiques au sein des diverses associations membres de la fédération, on choisit alors de remplacer la dignité de chevalier dans la branche éclaireurs par celle d’écuyer de France qui apparut dans les publications en 1941.
La branche Route continua pendant cette période à porter un insigne de Chevalier pour ceux qui avaient été adoubés. L’insigne lui aussi sur un pentagone sur fond grenat tissé en fil or et argent représente un casque héraldique de chevalier.
Les premiers insignes de Chevalier durent être brodés à la main en petite quantité par des religieuses, nous en connaissons plusieurs variantes dont celle portée par Paul Coze sur sa chemise. À partir des années 1930, on constate une certaine unité de forme, les insignes étant alors brodés de manière industrielle et vendus par le magasin La Hutte.
Pendant la Seconde Guerre mondiale, un clan de routiers militaires d'Afrique du Nord décida de son propre chef d’attribuer la distinction scoute de Chevalier de France à ceux qui en reviendraient blessés ou, à titre posthume, pour les routiers morts pour la France. De fait, sur les images mortuaires, on trouve souvent mention de ce titre de Chevalier de France (ou écuyer de France comme Amédée Para), voir aussi la prière de l'adoubement "à Mgr Saint Louis" (par exemple pour Renaud Sarton du Jonchay, du commando Montfort).

### Les scouts marins
Il était également prévu un insigne spécial pour les scouts marins consistant en une couronne navale brodée en or, outre les badges d’acolyte, d’évangéliste, de secouriste-scout et de campeur deux autres choisis parmi celles de gabier, garde-côte, hygiéniste, marinier, sauveteur et de timonier, la badge de patron remplaçant ces deux autres badges. Cet insigne fut décerné jusqu’au début des années 1940. 

### Unification des pratiques
À la suite de l’adoption par le Scoutisme Français en 1940, de la Charte de l’Oradou qui mentionne expressément la dignité, voici les indications données par le Règlement Général de ces années d’occupation : il fallait chez les scouts de France :
- être scout de première classe;
- posséder les brevets d’acolyte, d’évangéliste, de campeur, de guide, de secouriste-scout et de pionnier;
- posséder deux autres brevets parmi ceux de : mains habiles, sauveteur, pompier, un de la série nature, observateur, cartographe, coureur-messager, gymnaste ou agent de liaison.

On procédait à un vote secret des membres de la Cour d’Honneur et des éclaireurs de première classe ainsi que des Écuyers déjà adoubés, et il fallait remporter les trois quarts des suffrages. L’insigne qui consistait en une mollette d’éperon en étoile en fil d’argent inscrite dans un pentagone régulier vert brodé d’argent était remis par le Commissaire de Province, ou par son délégué, sur la proposition du Commissaire de District lors de la cérémonie de Réception. En fait il semble bien que ce fut le Commissaire de District qui procédait à la cérémonie ainsi que l’indique le Cérémonial.
Cette distinction perdura chez les scouts de France jusque vers 1948-49 époque à laquelle le lancement de la proposition Raiders rendit caduque cette étape de progression. Les Éclaireurs de France qui avaient eux aussi choisi d’adopter cette dignité en remplacement de leur Chevalier-Éclaireur la remplacèrent au début des années 1950 par celle de Pilote.
La distinction des chevaliers de France s'accompagnait autrefois de la remise d'un blason de sable sur lequel était brodé un heaume d'or.

### Renouveau
Aujourd'hui, la Troupe 1ère le Mans Europa Scouts a décidé de rétablir cette dignité. Les Chevaliers de France doivent tout d'abord mener leur patrouille au titre de patrouille Ost, puis réaliser un raid de trois jours durant lesquels le futur Chevalier doit rédiger certains rapports, et méditer en s'appuyant sur des textes à son futur engagement.